# Onthophagus lamelliger
Onthophagus lamelliger là một loài bọ cánh cứng trong họ Bọ hung (Scarabaeidae).